# ミンスミート作戦

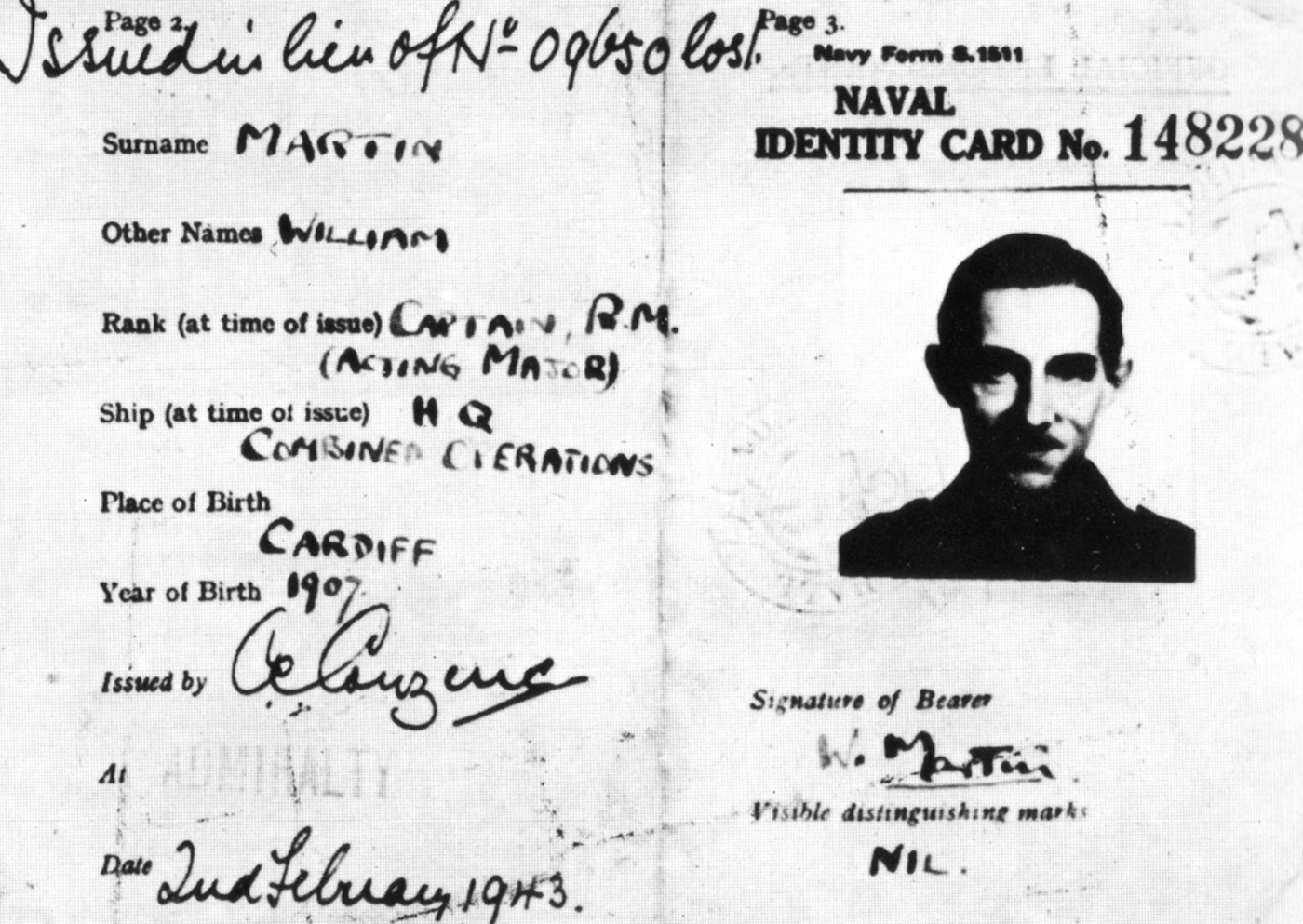
偽装された死体に付属された「ウィリアム・マーティン海軍少佐」の身分証明書。使われた写真は、当時MI5に所属していたロニー・リード大尉のものとされている。

ミンスミート作戦（ミンスミートさくせん、英: Operation Mincemeat）は、第二次世界大戦中の1943年にイギリス軍が実行し、非常な成功を収めた諜報作戦（欺瞞作戦）であり、ナチス・ドイツの上層部に連合国軍の反攻予定地はギリシャとサルデーニャを計画していると思い込ませ、実際の計画地がシチリアであることを秘匿することに成功した。
これはドイツ側に、彼らが全くの「偶然」から、連合国軍側の戦争計画に関する「極秘書類」を入手したと信じ込ませることで成し遂げられた。実は極秘書類はこの作戦のために用意された死体に固定されて、スペインの沿岸に漂着するように故意に投棄されたものであった。作戦の概要は、1953年に出版された書籍『The Man Who Never Was』（直訳では『存在しなかった男』、筑摩書房刊行の日本語訳では『ある死体の冒険』）において大部分が明らかにされている。

## 欺瞞作戦の立案

シチリア島(Sicily、赤) の位置

1943年初頭、前年11月8日に北アフリカ戦線で連合国軍が開始したトーチ作戦は、一進一退の切迫した局面を迎えていたが、連合国側の計画立案者は、すでに戦争の次の段階を考えており、地中海の戦いにおける攻勢を続けることを決定した。シチリアの制圧は連合国軍の艦隊に地中海を開放し、ヨーロッパ大陸への侵攻を可能にする。このため、シチリアは明白な戦略目標であり、ドイツ軍の計画立案者も当然そのように見ていた（ウィンストン・チャーチルは、「極めつけの馬鹿以外は、誰だってシチリアだと知っていたさ」とコメントしている）。さらにその上、連合国軍は侵攻に向けた大規模な増強（ハスキー作戦）を発動していたが、これはまず間違いなく検知されているはずであり、ドイツ軍は何らかの大規模な攻撃があることを当然察知しているはずであった。しかし、もし連合国軍側が攻撃目標についてドイツ軍を欺くことができれば、ドイツ軍は戦力のかなり大きな部分を分散配置する可能性があり、侵攻の助けとなることが期待できた。
その数か月前、MI5セクションB1(a)のチャールズ・チャムリー（Charles Cholmondeley）空軍大尉は、死んだ男に無線機を持たせ、うまく開いていないパラシュートを着けてフランスに投下し、わざとドイツ軍に発見させるという方法を思いついた。これはドイツ軍に、無線機が鹵獲され、連合国側のエージェントになりすました者がそれを扱っていることに、連合国側が気づいていないと錯覚させ、その結果、連合国側が彼らに偽情報を吹き込むことを可能にするというアイデアであった。このアイデアは実現性が低いということで却下されてしまったが、後日、二重スパイ作戦であるダブルクロスシステム (XX System)を担当する、軍および部局間の小さな諜報連絡調整チームである20委員会（この名称は XX がローマ数字で20を意味することにちなんでいる）に取り上げられることになった。チャムリーは20委員会のメンバーであり、イギリス海軍の諜報部員ユーエン・モンタギュー（Ewen Montagu）少佐も同じくメンバーであった。
モンタギューとチャムリーは、チャムリーの元々のアイデアを、無線機を書類に置き換えることで、より実現性の高い計画に発展させた。委員会ははじめ、欠陥のあるパラシュートを着けた死体に書類を持たせる計画を考案した。しかし、ドイツ軍は連合国軍のポリシーとして、微妙な性質の書類を敵の陣地の上を通って送達することはあり得ないということを知っているであろう。従って彼らは、その男を海上墜落事故の犠牲者に仕立てることを決めた。これならば、なぜこの男が死後数日経過し、またなぜ秘密書類を運んでいたかの説明にもなる。空軍の航路上、死体はスペインの沿岸に漂着するであろうが、ここでは名目的には中立の政府がドイツの諜報機関である アプヴェーア (国防軍情報部海外電信調査課/外国課)と協力関係にあることが知られていた。このイギリス人たちはスペインの当局が死体の検索を行なった後、見つかったものは何でもドイツ軍のエージェントに検査を許すことを確信していた。
モンタギューはこの作戦に「ミンスミート（Mincemeat）」というコードネームを与えた。この名前は別の成功裏に終了した作戦で使われていたが、ちょうどこの時、利用可能なコードネームのリストに戻されていた。 

### 先例
死体に偽装書類を持たせるという方法は新しいものではない。多分モンタギューも知っていたであろう次の2つの事件がこれを示している。
一つは1942年に北アフリカ戦線のアラム・ハルファの戦いの前に行われた。Qaret el Abd のすぐ南の、ドイツ軍第90軽歩兵師団の目前の地雷原で、ある死体が炎上する偵察車の中に置かれた。死体とともにあったのは、実在しないイギリス軍の地雷原の地図であった。ドイツ軍は策略にまんまと嵌り、エルヴィン・ロンメルの戦車部隊は、柔らかい砂地のルートをたどり、沈み込んで動きが取れなくなった
。
第二の事件は実は欺瞞ではなく、それどころか「危機一髪」であった。1942年9月、ジェームズ・ハッデン・ターナー主計中尉 （Paymaster-Lt. James Hadden Turner） を運んでいた、一機のPBYカタリナ飛行艇がカディス沖で墜落した。彼は密使であり、マーク・W・クラーク将軍からジブラルタル（イギリス領）の総督への手紙を運んでいた。この手紙には北アフリカにおけるフランスのエージェントの名前が列挙されており、さらにトーチ作戦の上陸決行日である11月4日（実際には11月8日であった）を与えるものであった。ターナーの死体はタリファの近くの海岸に打ち上げられ、スペインの当局によって回収された。遺体がイギリスに返還されたとき、手紙はまだ遺体が持っており、鑑定者は手紙は開封されていないと断定した。実はドイツ軍は手紙を開封せずに内容を読み取る方法を持っていたのであるが、たとえそれを実行したとしても、恐らく彼らはこの手紙は偽装であり、偽の情報であると見なして無視したであろう 。

### イギリス海兵隊、ウィリアム・マーティン少佐

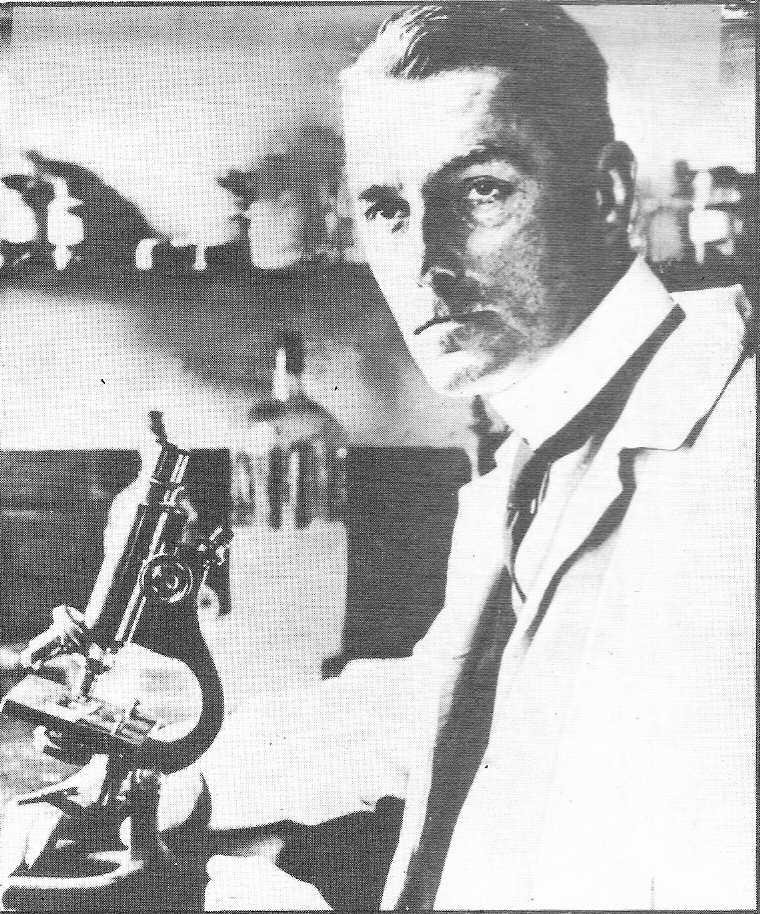
サー・バーナード・スピルズベリー

著名な病理学者であるサー・バーナード・スピルズベリーの援助の下に、モンタギューとそのチームは、彼らが必要としている死体を「男性で海中で低体温症に陥り溺死し、数日後に沿岸に流れ着いた」ように見えるものと決定した。しかし、このように都合のよい死体を見つけ出すことはほとんど不可能な様に見えた。目立たないように調査してもうわさ話を引き起こすであろうし、死者の親族に何のために遺体が必要であるかを説明することは不可能であった。しかし1943年2月に、密かなプレッシャーの下で、セント・パンクラス（St. Pancras District in London）の検視官であったベントリー・パーチェス（Bentley Purchase）が、真の身上は決して明かさないという条件の下で、34歳の男性の死体を入手することに成功した。この男は、殺鼠剤を嚥下した結果、化学物質によって引き起こされた肺炎が原因で死亡した。そのため、肺の中には滲出した体液が溜まり、海で死亡した状態と整合が取れていた。サー・バーナードと同程度に有能な病理学者はごまかせないであろうが、バーナードはスペインにはそのような人物はいないと保証した。
次のステップは死んだ男の身上を創造することだった。彼はイギリス海兵隊（ロイヤル・マリーン ； Royal Marines）ウィリアム・マーティン大尉 (少佐心得 ： Acting Major)、1907年ウェールズのカーディフ生まれ、イギリス軍統合作戦司令部 (Combined Operations Headquarters) 所属ということにされた。イギリス海兵隊員として、彼は海軍本部の指揮下にあり、彼の死に関する全ての公的な照会とメッセージが海軍情報部へのルートに乗せられるように保証することは容易であった。陸軍の指揮系統は異なっており、統制するのはもっと困難であった。
また、彼は海軍の軍服ではなく、戦闘服を着ることができた（軍服はサヴィル・ロウの Gieves & Hawkes 社のテイラーメイドであった。さすがに死体の寸法を測らせるわけにはいかなかった）。少佐心得という階級は微妙な性質の書類を託されるには十分上級であるが、誰もが彼を知っているというほど傑出したものでもない。マーティンという名前は、イギリス海兵隊のほぼ同じ階級に数人の同名者がいたために選ばれた。

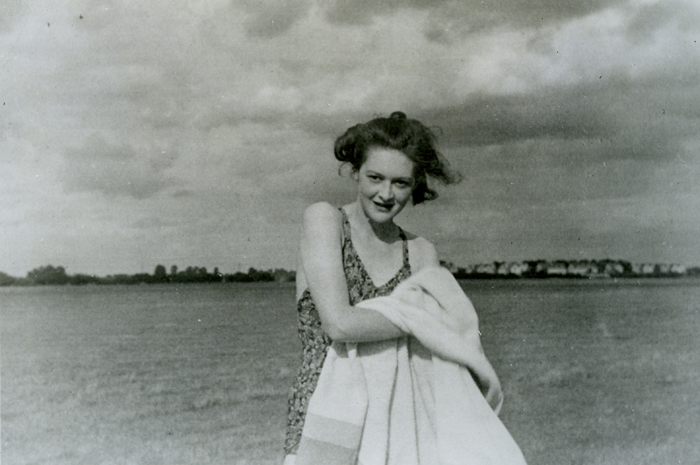
パムの写真

彼らは伝説を創り上げるために、パムという婚約者まで創り出した。マーティン少佐は、パムの写真（実際はMI5の事務職員）、2通のラブレター、宝石店のエンゲージリングに対する請求書を携帯していた。彼はさらに父親からの仰々しい手紙、事務弁護士（ソリシター）からの手紙、Lloyds 銀行からの79ポンド19シリング2ペンスの貸越金に対する督促状も持っていた。また、ロンドンの劇場のチケットの半券、海軍軍人クラブでの4泊分の勘定書、Gieves & Hawkes 社の新しいシャツについての領収書もあった（この最後のものはエラーであった。これは現金払いに対するものであったが、士官が Gieves に現金で支払うことはあり得ない。しかしドイツ軍はそこまでは知らなかった）。これらの書類は正規の文具または請求書綴りを使用して作成された。チケットの半券の日付と宿泊の勘定書はマーティン少佐が4月24日にロンドンを離れたことを示していた。もし、彼の死体が4月30日に漂着したのであれば、数日間海中にあったことになり、イギリスから飛び立ち海中墜落したに違いないということになる。
少佐の存在をさらにもっともらしくするため、モンタギューと彼のチームは、マーティン少佐が幾分軽率な性格であることを暗示することに決めた。彼の身分証（写真はたまたま死体と風貌の似ていた海軍士官を撮影して使用した）は紛失したものに対する再発行であり、統合作戦司令部へのパスは、彼の出発の数週間前に期限切れになったまま更新されていない。この仕上げの一筆は、そのような軽率な男に微妙な書類が託されるだろうかという疑念をアプヴェーアに持たせる可能性があり、リスクの要素も含んでいた。

### 偽装書類
上辺の身上が、モンタギューと彼のチームにより創り上げられている間に、偽の書類も創出された。モンタギューと彼のチームは、ドイツ軍が疑問の余地なく発信者を見誤るように、これらの書類は最上位レベルのものでなければならないと主張した。
メインの書類は、「アーチー・ナイ」（帝国参謀本部副参謀長サー・アーチボルド・ナイ中将 ； Lt. Gen. Sir Archibald Nye）から「親愛なるアレックス」（アルジェリア と チュニジアの第18軍指揮官サー・ハロルド・アレクサンダー）への親書であった。
この手紙はサー・アーチボルト本人が自ら書いており、いくつかの「微妙な問題」にふれていた。例えば、アメリカ軍から彼らと行動を共にしているイギリス軍人へのパープルハート章の（好ましくない）授与や、近衛旅団（Brigade of Guards）の新指揮官の任命などである。これは、手紙が正規のルートではなく、手渡しで送達される理由を説明するものであった。
地中海における連合国軍の計画の項で、手紙はハスキー作戦について、エジプトとリビアの軍がヘンリー・メイトランド・ウイルソン将軍の指揮のもとにギリシャに侵攻すると述べていた。2つの攻撃目標の海岸と、それに割当てられたいくつかの部隊名も記されていた（ハスキーは実際にはシチリアへの侵攻作戦であった）。手紙は、さらにシチリアを偽目標とする第2の攻撃計画であるブリムストーン作戦（Operation Brimstone）に言及していた。この中では、チュニジアのアレクサンダーの戦力が他の唯一もっともらしい目標であるサルデーニャに侵攻することを暗示していた。
マーティン少佐を彼の指揮官であるルイス・マウントバッテン提督から、連合国地中海海軍司令官のアンドルー・カニンガム提督に紹介する手紙もあった。この手紙には鰯（sardines）に関する下手なしゃれも含んでいたが、これはドイツ軍がサルデーニャ（Sardinia）への侵攻計画への言及と考えることを期待し、モンタギューが挿入したものであった。
ターナー主計中尉の事件に際しては、ドイツ人（とスペイン人の友人たち）は、おそらく彼のポケットにあった手紙を見逃したのであろうと考えられたため、モンタギューのチームは、見逃されることがないように書類をブリーフケースに入れることを決めた。書類をブリーフケースに入れて運んでいたことを正当化するためにマーティン少佐は、ヒラリー・ソーンダース（Hilary Saunders）による統合作戦（Combined Operations）についての公式パンフレットのコピー2部と、マウントバッテンからドワイト・D・アイゼンハワー将軍への、このパンフレットの米国版への簡単な序文の執筆を依頼する手紙を与えられた。
また、死体と書類を納めたブリーフケースが同時に回収されることを確実にするよう手を打つ必要があった。チームは最初死体の手をハンドルに死後硬直で固定することを考えた。しかし、硬直はまず確実に解けてブリーフケースは漂泊することになる。従ってチームはマーティン少佐に、革でカバーされた鎖を着けることにした。これは銀行員や宝石商が、ケースを運搬する際に引ったくりに対処するために使用するものである。鎖は目立たないように一方の袖からケースにつながっていた。イギリス軍の将校伝令はこのような鎖を使わないが、ドイツ軍はおそらくそれを知らないであろうし、マーティン少佐がこの特別任務のためにそれを使用しないであろうということについての確信もないであろう。ただし、マーティン少佐がイギリスからの長いフライトの間、バッグを手首の位置に保持していることはあり得ないように思われたため、鎖はトレンチコートのベルトの周りに巻かれることになった。

## 実行

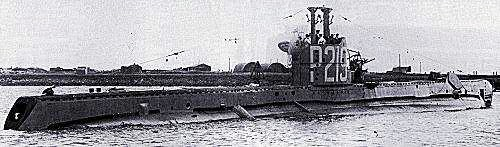
イギリス軍潜水艦セラフ（HMS Seraph）

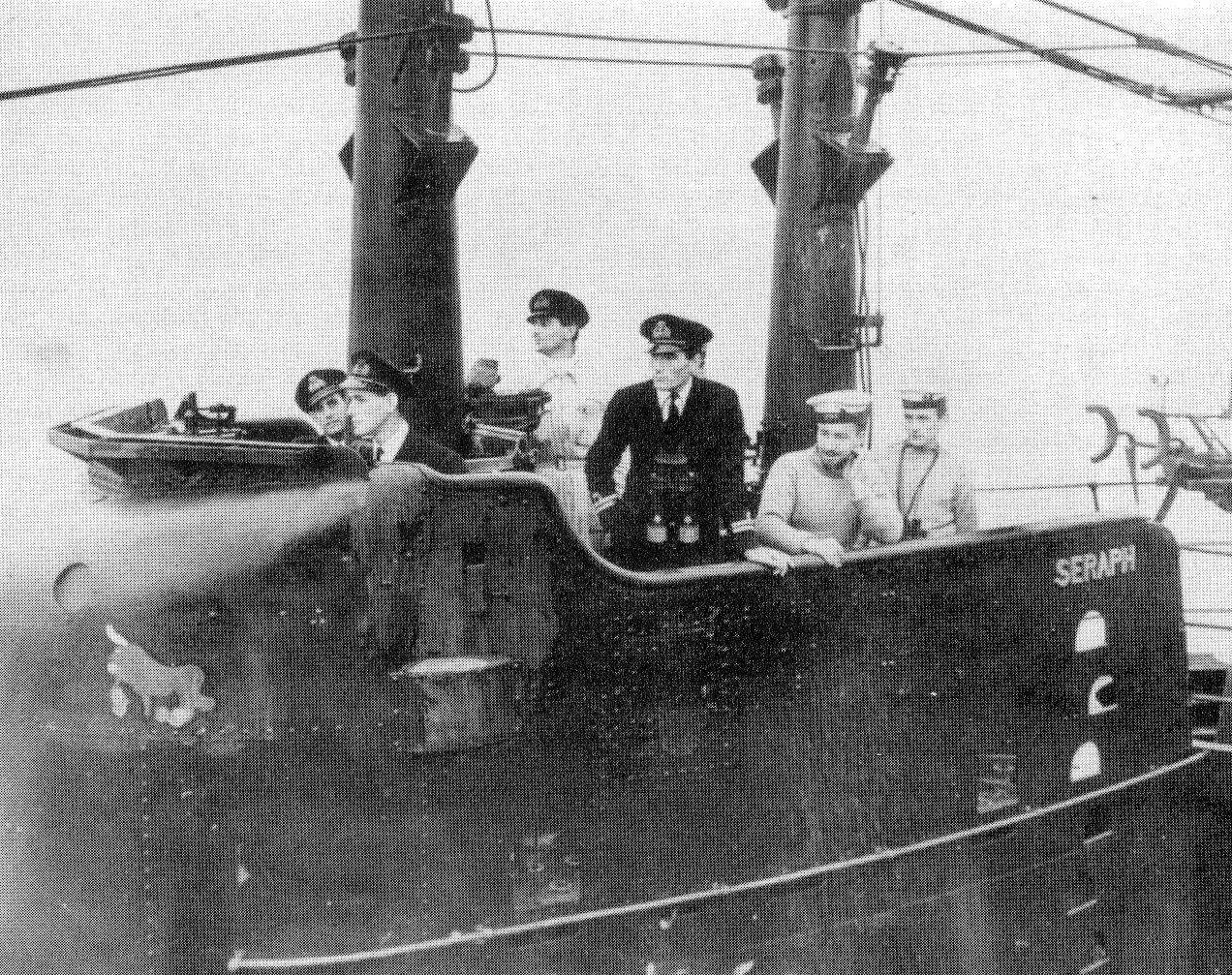
セラフ艦橋、左から2人目の人物がジュエル艦長と言われている

イギリス海兵隊の戦闘服を着用したマーティン少佐は鋼鉄製のキャニスター（円筒ケース）に収められた。キャニスターにはドライアイスが詰められ密閉された。キャニスター内のドライアイスが昇華すると酸素が追い出され、二酸化炭素で満たされることで、死体は冷凍されることなく保存されることになる。チャムリーとモンタギューはそれをスコットランドのホーリー・ロッホに輸送し、そこでイギリス軍のS級潜水艦セラフ（HMS Seraph）に積み込まれた。セラフの艦長ノーマン・ジュエル中尉 (Lt. Norman Jewell) と乗員は以前に特殊作戦に従事した経験を持っていた。ジュエルは部下にこのキャニスターには極秘の気象観測機器が収められており、スペインの近くに配備される予定だと話していた。
1943年4月19日、セラフは出港し、4月30日にスペインの海岸の沖数マイル、ウエルバという町の近くに到着した。イギリス軍は、ウエルバにスペインの当局と親しいアプヴェーアのエージェントが居ることを知っていた。
4月30日午前4時30分、セラフは浮上した。ジュエル中尉はキャニスターをデッキに運ばせ、士官以外の乗員を船内に戻らせ、士官たちに秘密作戦について手短に説明した。彼らは、キャニスターを開け、マーティン少佐に救命胴衣を着け、書類の入ったブリーフケースを取り付けた。葬儀は命令の中では特に指示されていなかったが、ジュエルは賛美歌39番を読み上げ、海流が沿岸に運んでくれる海域で、死体は丁寧に海中に入れられた。ジュエルは後で委員会に「ミンスミートは完了した」とのメッセージを送った。
死体は午前9時30分頃、地元の漁師ホセ・アントニオ・レイ・マリアによって発見された。

## 「ミンスミートは丸呑みされた」
3日後、スペイン駐在のイギリス海軍武官（Military attache）は死体が発見されたことを報告し、委員会はその通知を受けた。死体はイギリスの副領事のヘーゼルデン (F. K. Hazeldene) に引き渡され、マーティン少佐は5月4日に完全な軍儀礼のもとにウエルバで埋葬された。
副領事は病理学者エドアルド・デル・トレノによる検死をアレンジした。デル・トレノは、この男は生存したまま無傷で海中に転落し、溺死して、死後3から5日経過していると報告した。病理学者は、彼の首にかかった銀の十字架や財布の中にあった聖クリストフォロスの肖像から彼をローマ・カトリックの信者と判断して、さらに徹底した検死を行わなかった。これらは、まさに詳細な検死を思いとどまらせるために意図的に持たされたものであった。
モンタギューはドイツ軍がチェックする場合に備えて、6月4日の『ザ・タイムズ』に掲載されたイギリス軍の戦死者リストにマーティン少佐を含めさせた。偶然の一致で、航空機が海上で遭難したために死亡した他の2名の士官の名前も掲載されており、マーティン少佐のストーリーに信憑性を与える結果となった。さらなる計略のために、海軍本部は海軍武官に、マーティン少佐が運んでいた書類に関する数通のメッセージを送達した。武官は至急書類の所在を確認し、もしそれらがスペイン側の手にある場合は、いかなるコストを払っても取り戻すように、しかし、スペイン側にその書類の重要性を気取られることは避けるように指示を出した。ブリーフケースと書類はスペイン海軍が回収しており、5月13日にスペインの海軍参謀総長 (Chief of Staff of the Navy) から「すべてここにある」という保証とともに武官に返却された。
しかし、イギリス軍は書類がスペイン当局によって調べられたこと、その内容がドイツ軍に達していることについては確信があった。
事実、ドイツ軍は自身の手で書類を検分していた。死体が発見された際、それはウエルバのアプヴェーアのエージェントであるアドルフ・クラウス (Adolf Clauss) に通報された。彼はドイツ領事の息子であり、農業技術者という肩書きのもとに任務を行っていた。彼は書類の所在を報告したが、自身の手では入手することはできなかった。後にスペインの当局者が開封し書類を撮影した（ドイツ人は再封印された封筒を検分した）。コピーは、アプヴェーアに渡され、即時にベルリンへ無線でテキストが送られ、数日後に写真コピーも送付された。唯一イギリス軍が不自然だと懸念した、体と書類が入ったブリーフケースをつなぐ鎖については、スペインに展開したドイツの情報部員の質が低いことも手伝って、ドイツに伝えられることはなく一切無視された。
モンタギューたちは手紙の封印が解除されたかわかるように処置を行っていた。返却後の検査により、イギリス軍は封筒が開封され再封印されたことを知った。ウルトラ(Ultra、世界初のコンピューターコロッサスを擁する暗号解読チーム）からの確認情報もあり、その時、米国滞在中であったチャーチルへのメッセージ「ミンスミートは丸呑みされた」が打電された。
この書類は本当に丸呑みされた。モンタギューと彼のチームがマーティンの身上を創り上げるのに惜しみなく配った配慮は報われていたのである。かなり後で彼らは知ることになるのであるが、ドイツ人達は劇場のチケットの半券の1943年4月22日という日付に着目し、それが本物であることを確認していた。ドイツ軍はマーティン少佐の全ての個人的な詳細に注目し受け容れていたのである。
ドイツ人達は半券の日付から、マーティンはイギリスからジブラルタルへ空路で向かったと結論した。皮肉なことに、報告書は日付を間違えており（4月22日のかわりに4月27日になっていた）、墜落は4月28日に起こったと結論した。ところが、医学的な証拠は4月30日まで数日間海中にあったことを「示して」いた。しかし、ドイツ軍はこの矛盾に気づかず、結局彼ら自身のエラーを相殺してしまった。
その結果、ヒトラーは偽装文書の真実性を確信し、シチリアが最もあり得る侵攻ポイントであるというムッソリーニに同意せず、シチリア島へのいかなる攻撃も陽動作戦と見なすことを主張することになったのである。
戦後アプヴェーア関連のファイルが押収され、イギリス軍により取調べられた。アプヴェーアはこれらの書類には信憑性があると宣言しており、ドイツ軍上層部に供覧されていた。ファイルのコピーには、カール・デーニッツ元帥と国防軍最高司令部総長であるヴィルヘルム・カイテル元帥を含む上級士官のイニシャルと送り書があった。シチリアが攻撃されるというムッソリーニの確信に対して、ヒトラー自身による、非同意を示すコメントもあった。
ヒトラーはサルデーニャとコルシカ島の軍備増強を命令し、この結果、以下に挙げるようにドイツ軍の防衛に対する労力は、無視できないほど別の方向に向けられることになった。
1. 追加の軍勢がシチリアではなくサルディーニャとコルシカ島とギリシャに派遣されることになった。これらには、はるばるフランスからギリシャに向かう完全なパンター戦車部隊1個師団（国防軍第1装甲師団）も含まれていた。
2. ギリシャ沖に3つの追加の機雷原を敷設し、Rボートの一群をシチリアからギリシャに配置換えした。反面、シチリア防衛のための割り当てられていた警備艇と掃海艇および機雷敷設艇は手薄となった。
3. エルヴィン・ロンメル元帥を、軍集団を創設するためにアテネに派遣した。
4. パンター戦車部隊2個師団を、それを最も必要としていた東部戦線からギリシャに配置換えした。

これらの労力は全くの浪費と戦力拡散であり、シチリアへの侵攻を非常に容易にする結果となった。
おそらく、上記の最後のものは最も致命的な動員であったろう。特にこの時点で、ドイツ軍はロシア軍とのクルスクの戦いの開戦準備をしていたのである。この東部戦線での大きな影響については、計画したイギリス軍の機関の意図あるいは予想には全く含まれていなかったであろう。彼らは戦争の自分達自身のパートに関わっていただけなのである。
7月9日、連合国軍はハスキー作戦によりシチリアに侵攻した。ところが、ドイツ軍は続く2週間に渡って、メインの攻撃はサルデーニャとギリシャに向けられると確信したまま、事態が手遅れになるまで軍勢を出動させなかった。
ユーエン・モンタギューは、ミンスミート作戦の働きに対して大英帝国勲章を授与されることとなった。

## 後続の作戦への影響
ミンスミート作戦の成功は、以降ドイツ軍は発見した真正の書類も無視するようになったという効果ももたらした。次のような例がある。
- Dデイの上陸から2日後、ドイツ軍は放棄された揚陸艇がノルマンディーの Vire River に打ち揚げられ、中にこの地域における攻撃目標の詳細を記した極秘書類が残されているのを発見した。ヒトラーはこれはミンスミート作戦と同じく欺瞞作戦であると信じ、書類を無視した。この時ドイツ側は既に多数の偽情報によりメインの侵攻はパ＝ド＝カレー県を通って行われるものと思い込んでいた [10]。

- 1944年9月のオランダへの進軍であるマーケット・ガーデン作戦の進行中、侵攻の航空作戦フェーズの地図と図表を含む完全な作戦命令書（これは本来は侵攻部隊が携行しないことになっていた）が不注意により輸送用グライダーに置き忘れられた。作戦命令はドイツ軍の手に落ちたが、ドイツ軍はこれは別のミンスミートスタイルの欺瞞作戦の試みに違いないと思い込み、目の前の情報に反して勢力を展開してしまった [11]。

## ユーエン・モンタギューによる真相公表
ダフ・クーパー (Duff Cooper) は外交官として戦時中はいくつかのトップレベルのポストを歴任した男だが、彼は1953年に『ハートブレイク作戦』（Operation Heartbreak）というスパイ小説を出版した。その鍵となるプロットは死体に偽の書類を持たせスペインに漂着させるというものであった。クーパーはこのアイデアを自分で考え出したと述べたが、当然、ミンスミート作戦との多くの関連性が関心を呼び、うわさが広まり始めた。この「失敗作」はイギリスの新聞の関心を引き、悪質なうわさが流布し始めた。この時点でイギリスの情報当局は、最も正しい対処法は、真のストーリーを公表することだと決定した。ユーエン・モンタギューは、忙しい公職を割いてまる一週間の休暇を取り、『存在しなかった男』The Man Who Never Wasという書籍を書き上げ、同年に出版した
。
これは瞬く間にベストセラーになり、2年後には同名の映画が作られることになった。映画では、マーティン少佐のバックグラウンドを確認するロンドンのドイツ軍エージェント（モンタギューと同僚が彼に一歩先んじて工作を行う）といったドラマ用のいくつかの創作的要素が付け加えられた。映画の中で使われた潜水艦のペナントナンバーはP219であったが、これは実際にセラフのものであり、同艦は1954年と55年の時点で実際にまだ就役していたのである。
またモンタギューは1977年には2冊目の本 Beyond Top Secret ULTRA を出版し、その中で彼の戦時秘密任務について詳細に説明している。これは Ultra と二重スパイシステム（Double Cross System）を含んでいるため、もっと早期には明かすことができなかったものである。この第13章で、『存在しなかった男』の中では明かされなかったいくつかの詳細を含む、ショートバージョンのミンスミート作戦のストーリーを提示している。

## マーティン少佐の正体

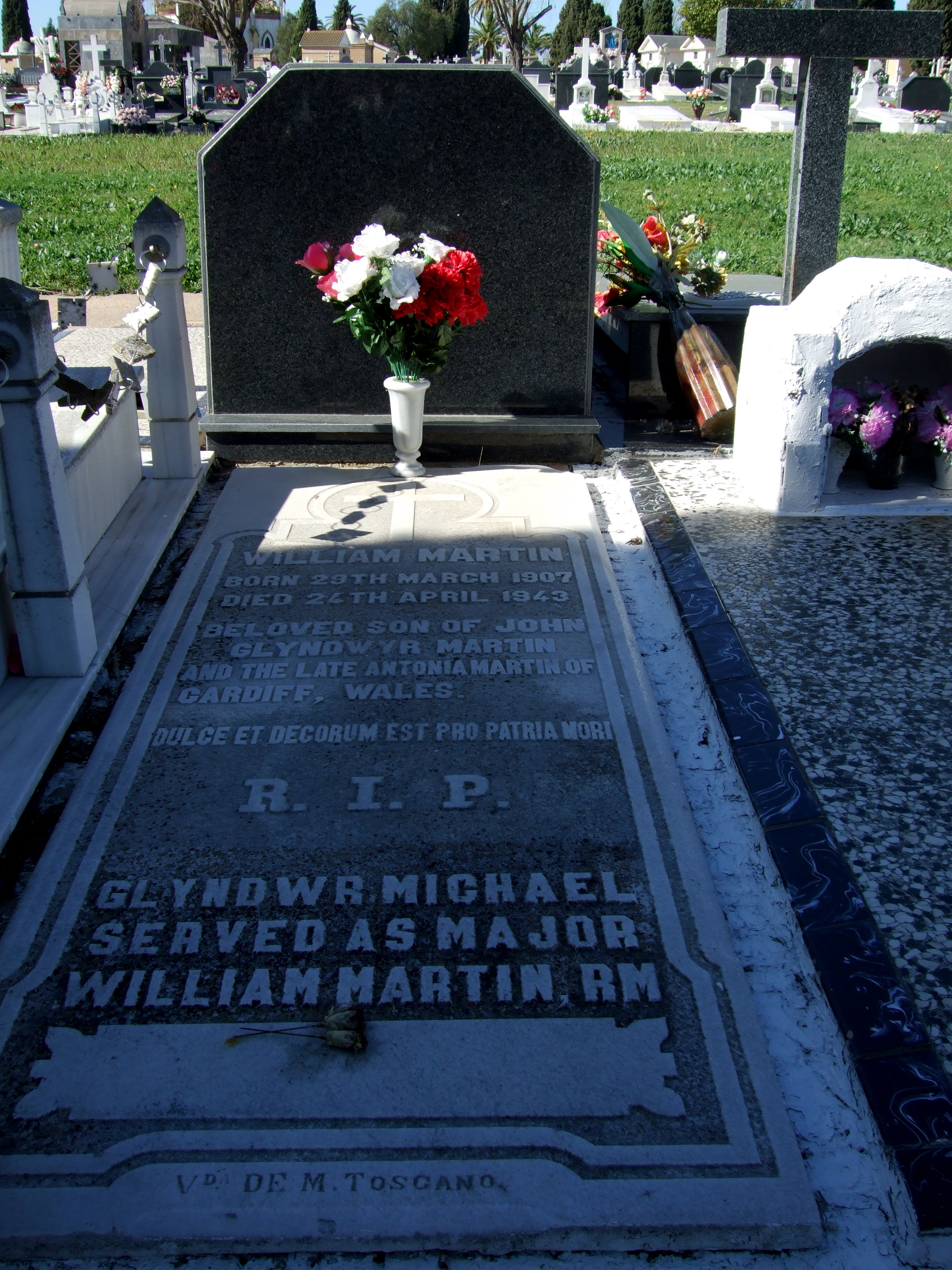
ウエルバにあるマーティン少佐の墓。墓石の向かって奥の方にはマーティン少佐としての偽の素性が書かれているが、手前の3行に "GLYNDWR MICHAEL SERVED AS MAJOR WILLIAM MARTIN, RM" （グリンドウ・マイケル、海兵隊少佐ウィリアム・マーティンとして役割を果たした）と書かれている。

マーティン少佐として知られる男はウエルバの無縁墓地に眠っている。ミンスミート作戦が伝説になるにつれ、ウィリアム・マーティン少佐の真の身上について、さまざまな説が唱えられ続けた。

### グリンドウ・マイケル説
1996年にアマチュアの歴史家であるロジャー・モーガン（Roger Morgan）が、マーティンの正体はグリンドウ・マイケル（Glyndwr Michael）というウェールズのアルコール中毒の放浪者であり、彼は理由は不明であるが、殺鼠剤を嚥下して死亡したと暴露した 。歴史学者のクリストファー・アンドリューも著書 Defend the Realm の中で同じ結論に達している。
現在ウエルバにあるマーティン少佐の墓には、モーガンの説に基づいて英連邦戦没者墓地委員会（Commonwealth War Graves Commission）の手によりグリンドウ・マイケルの名がつけ加えられている（右写真）。

### ジョン・メルヴィル説
ジョンおよびノーリーン・スティーリー夫妻（John & Noreen Steele）は著書 The Secrets of HMS Dasher の中で、死体の正体について別の見解を示唆している。1943年3月27日、スコットランド西岸のクライド湾に停泊中の護衛空母ダッシャー（HMS Dasher D37； 米国で建造）で事故による爆発があり、ダッシャーは沈没し379名が死亡した。イギリス軍当局は、イギリスの民衆がアメリカの造船所の欠陥を非難して度を失うよりは、これを秘匿しようと試みた（イギリスは最多で40隻のアメリカ製空母を採用していたが、これ以上の事故は発生していない）。死者は最初は目立たない大量埋葬墓地に葬られた。スティーリー夫妻はミンスミートの死体は、この事故で死亡した水兵の一人で、37歳のジョン・メルヴィル（John "Jack" Melville）であると主張する。彼らは、もしマイケルの死体が使用されたのであれば、それは1943年1月に調達されたことになるが、4月30日までには（冷凍ではなく）冷蔵されていたとしても、非常に腐敗が進んでいたはずだと強調する。また、彼らは、冷凍すれば死体に判別可能な変化を与えてしまうから、冷凍という選択肢はあり得ないと主張する。この点は、モンタギューの説明と対立する（モンタギューは、ブーツを履かせるために死体の足を解凍しなければならなかったと述べている）。
スティーリー夫妻によれば、セラフはノーサンバーランドのブリス (Blyth, Northumberland) に停泊していたが、モンタギューがキャニスターをロンドンから配送したという時期には、スコットランドを回ってクライド湾のホーリー・ロッホ（主要な潜水艦の基地があった）まではるばる航行している。クライド湾は、ロンドンからブリスまでの距離よりも遠い。スティーリー夫妻は、これはオリジナルの計画でマーティン少佐になるはずだった死体は腐敗して使い物にならなくなり、ダッシャー事件で発生した新鮮な死体が代わりに用いられたと考えなければ理屈に合わなくなるだろうと論ずる。また、彼らはモンタギューはキャニスターをロンドンから運んだが、中身は空だったとする。
2004年時点で同名の艦であるダッシャー（HMS Dasher P280）は全長20.8 mの哨戒艇であり、キプロスのイギリス空軍基地周辺で任務にあたっている。2004年10月8日、記念式典がメルヴィルの実娘のマッケイ夫人（Mrs Mackay）を招いて、メルヴィルのかつての乗艦と同名である現ダッシャー艦上で行われ、その中でメルヴィルのマーティン少佐としての役割が、イギリス海軍によって公式に認知された (The Scotsman, 2007-04-12)。
式典で、在キプロス海軍中隊指揮官のマーク・ヒル少佐は次のように述べている。

マーティン少佐として、かりそめの肉体を与えられたジョン・メルヴィルの記憶は、映画『存在しなかった男』の中に息づいている。しかし、われわれは、ジョン・メルヴィルを最も確かに存在した男として追悼するためにここに集まった。

### メルヴィル説に対する反論および否定
しかし、ロジャー・モーガンはスティーリー夫妻が提示した疑問について下記の通り反論している。
1. 公式文書では、死体の身元はすべてグリンドウ・マイケルとなっており、もしジョン・メルヴィルが正しいのであれば、公式文書にまで虚偽を記載する理由がない。
2. 死体を取り替えたなら、準備した衣服や写真つきの身分証明書を一から準備しなおす必要があり、時間的に不可能である。

イギリス海軍歴史局（Naval Historical Branch）は、情報公開請求「D/NHB/25/56 of 22 January 2010」に対する回答の中で次のように述べ、ダッシャー説を否定している。

イギリス海軍と防衛省の関知する限りでは、ミンスミート作戦の中で使われた死体はキューの国立公文書館のファイルに記述されているようにグリンドウ・マイケルのものである。2004年に「ダッシャー」艦上で行われた追悼集会に関して言えば、メディアは『存在しなかった男』との接点を強調しているようであるが、そうではなく、純粋に前任の同名艦における死没者に対する追悼セレモニーであった。この点は在キプロス・イギリス軍司令部および常設統合司令部が明らかにしている。『The Scotsman』紙に掲載された詳細な記事については、彼らが内話的に与えられた情報に基づいて書かれたものであり、彼らはそれを善意で信用したものである。不幸なことに、この記事は当局に意見照会されていなかった
。

## この作戦そのものを扱った書籍や映画
- The Man Who Never Was - ユーエン・モンタギューによる真相公表本。初版:1953年, Evans Bros[20]。
  - 邦訳 『ある死体の冒険』（筑摩書房『世界ノンフィクション全集　26』収録。1962年刊）[21]
- en:The Man Who Never Was ユーエン・モンタギューの本を原作とした1956年のイギリス映画。

- Operation Mincemeat - ミンスミート作戦を扱ったベン・マッキンタイアー（Ben Macintyre）の2010年の本。（Crown, 1st edition : May 4, 2010  ISBN 978-0307453273)。
  - 邦訳『ナチを欺いた死体-英国の奇策・ミンスミート作戦の真実』 (中公文庫、2011年10月 ISBN 978-4120042997)
- オペレーション・ミンスミート -ナチを欺いた死体- - 上記マッキンタイアーの本を原作とした2021年のイギリス映画（監督:ジョン・マッデン、主演：コリン・ファース）

## 影響を受けた作品
次のようなフィクション作品の内容に、ミンスミート作戦が影響を与えている。
- ニール・スティーヴンスンの『クリプトノミコン（en:Cryptonomicon）』
- トム・クランシーの『教皇暗殺（en:Red Rabbit）』
- デイヴィッド・イグネイシアス（en:David Ignatius) の『Body of Lies (en:Body of Lies)』
- 映画『007は二度死ぬ』
- アメリカのテレビ・シリーズ『宇宙の法則（en:Space: Above and Beyond）』。
- 林譲治の架空戦記シリーズである『通商護衛機動艦隊 興国の盾』の第12巻目に当たる「謀略!マッカーサー暗殺指令」